# 古河原美津子
古河原 美津子（こがはら みつこ、1948年 - ）は、日本の建築家。古河原康正と建築設計事務所時間工房を主宰。新潟県生まれ。
1972年、日本大学理工学部建築学科卒業。1973年から1987年まで、黒川紀章建築都市設計事務所。1987年から1989年まで、ミサワホーム環境開発事業部環境設計課およびデザインアソシエイツ勤務。1990年に時間工房設立。1997年に｢風舎 FU-SHA｣で東京都建築士事務所協会東京建築賞、住宅金融公庫 東京支店主催第6回住宅金融公庫賞 金賞受賞。「K氏邸-風の家」第23回建築作品コンクール「住宅部門」優秀賞受賞。
その他の作品に、法性寺本堂と客殿・庫裏、渡邉邸、岡山県むかし下津井資料館展示設計、田園調布コーポラティブハウスなどのほかにエコパネルのデザイン開発なども手がけている。